# Guerra de Corea
La Guerra de Corea es refereix al conflicte bèl·lic que va enfrontar els règims del nord (la República Popular Democràtica de Corea) i el sud (la República de Corea) de Corea entre 1950 i 1953.
Si bé pot ser considerada com una guerra civil, la gran quantitat de factors al seu voltant, com la intervenció dels EUA i l'URSS fan d'aquesta una guerra subsidiària (proxy war) de la Guerra Freda. El país va quedar dividit al paral·lel 38 després de la Segona Guerra Mundial, amb els soviètics prestant ajuda al nord i els nord-americans ajudant al sud. La guerra coreana va iniciar el concepte de "guerra limitada".
El conflicte bèl·lic va enfrontar la República de Corea, amb el suport dels Estats Units i l'ONU, contra Corea del Nord, recolzada per la República Popular Xina, amb ajuda de la Unió Soviètica. La guerra va ser el resultat de la divisió de Corea per un acord dels victoriosos Aliats de la Segona Guerra Mundial després de la conclusió de la Guerra del Pacífic al final de la Segona Guerra Mundial. La península de Corea havia romàs ocupada pel Japó des de 1910 fins al final de la Segona Guerra Mundial, però després de la rendició incondicional de l'Imperi del Japó, els nord-americans van dividir la península pel Paral·lel 38° nord, el nord del qual va quedar ocupat per tropes soviètiques i el sud per tropes nord-americanes.
El fracàs de la celebració d'eleccions lliures en tota la península el 1948 va accentuar la divisió entre ambdues parts, i el nord va establir un govern comunista. El paral·lel es va convertir encara més en una frontera política entre ambdues Corees. Encara que les negociacions per a la reunificació van continuar en els mesos anteriors a la guerra, la tensió es va intensificar amb batalles transfrontereres i incursions en el Paral·lel 38. L'escalada de tensió va degenerar en una guerra oberta quan Corea del Nord va envair Corea del Sud el 25 de juny de 1950, en el que suposava el primer conflicte armat seriós de la Guerra Freda.
L'Organització de les Nacions Unides, i particularment els Estats Units, van acudir en ajuda de Corea del Sud per repel·lir la invasió. Malgrat això, en només dos mesos els defensors van ser empesos al Perímetre de Pusan, una àrea petita a l'extrem sud de la península, abans que els nord-coreans fossin detinguts. Una ràpida contraofensiva de les Nacions Unides va retornar als nord-coreans més enllà del Paral·lel 38, gairebé fins al riu Yalu, i llavors va entrar en el conflicte la República Popular de la Xina del costat del Nord. Els xinesos van llançar una ofensiva que va forçar les Nacions Unides a tornar a l'altre costat del Paral·lel 38, per la qual cosa la Unió Soviètica va ajudar amb material militar als exèrcits xinès i nord-coreà. El 1953 la guerra va cessar amb un armistici que va restaurar la frontera entre les Corees a prop del Paral·lel 38 i va crear la Zona desmilitaritzada de Corea, una franja de 4 km d'amplària entre tots dos països. Diversos rebrots de lluita se segueixen produint fins a l'actualitat.
Amb les dues Corees afavorides per potències estrangeres, la Guerra de Corea va ser una guerra subsidiària. Des del punt de vista de la ciència militar, va combinar estratègies i tàctiques de la Primera i la Segona guerres mundials: va començar amb una campanya mòbil de ràpids atacs d'infanteria seguits per incursions de bombardejos aeris, però va esdevenir una guerra estàtica de trinxeres des de juliol de 1951.

## Antecedents
Corea era des de principis de segle una colònia sotmesa al domini directe del Japó, una situació que va canviar amb la Segona Guerra Mundial, en la Conferència del Caire de 1943 es va decidir la retirada de Corea perquè aquesta pogués organitzar un govern autònom, però quan el país va ser alliberat l'URSS va penetrar pel nord, i els Estats Units pel sud. Els dos exèrcits no es fiaven l'un de l'altre i es negaven a retirar-se, i van acceptar el paral·lel 38 com la frontera natural que dividiria el país en dues zones d'influència. Tot i això, Corea no responia al mateix esquema que l'Alemanya de postguerra, amb zones d'ocupació directa interaliada, sinó que quedava dividida amb presència de soviètics i nord-americans, però mantenia sengles administracions coreanes organitzades autònomament segons els esdeveniments. Els nord-americans, temerosos que els comunistes entrassin a Seül, van mantenir al sud l'estructura administrativa japonesa, i van donar suport a Syngman Rhee. Aquest es va instal·lar al poder de la Corea del Sud amb tendències conservadores i anticomunistes amb la intervenció molt activa dels Estats Units i es va dedicar a purgar els anteriors col·laboradors dels japonesos, mentre que al nord, els soviètics van donar suport a un antic guerriller, Kim Il-sung, que va imposar amb ajuda soviètica i xinesa a Corea del Nord un sistema de tall estalinista amb un fort culte a la personalitat.
Després que entre 1946 i 1947 fracassessin les converses entre els Estats Units i la Unió Soviètica per tal d'unificar el país, el 1948 es van constituir els dos estats. El 1948 l'ONU, que havia organitzat unes eleccions que només foren efectives al sud, declarà que Corea del Sud era la que representava tot el país.
Oblidada la possibilitat de recuperar la unitat del país, es van convocar eleccions al sud per al 1949. Però els polítics del sud, creient que aquestes només aprofundirien més en la fractura del país, les van boicotejar. Amb dos partits presentats i una alta abstenció, Syngmann Rhee va sortir elegit i, enmig de l'eufòria, va proclamar la República de Corea i es va autonomenar president de tot el país. Kim Il Sung va respondre proclamant la República Popular Democràtica de Corea, mentre que al sud els comunistes (que s'havien fet forts) van començar a llançar atacs contra els seguidors de Rhee, amb enfrontaments directes com en la revolta de Cheju o els motins de l'exèrcit. L'enfrontament de tropes al paral·lel 38 es va normalitzar el 1949.
Amb la situació calenta, URSS i Estats Units van retirar-se del país el 1950. Abans de marxar, però, uns i altres van deixar armats els seus respectius bàndols. El problema fou que els Estats Units, conscients que no volien una guerra oberta amb l'URSS i temerosos que Rhee pretengués ocupar el nord, van deixar un exèrcit bàsicament defensiu al sud

## Context de la Guerra

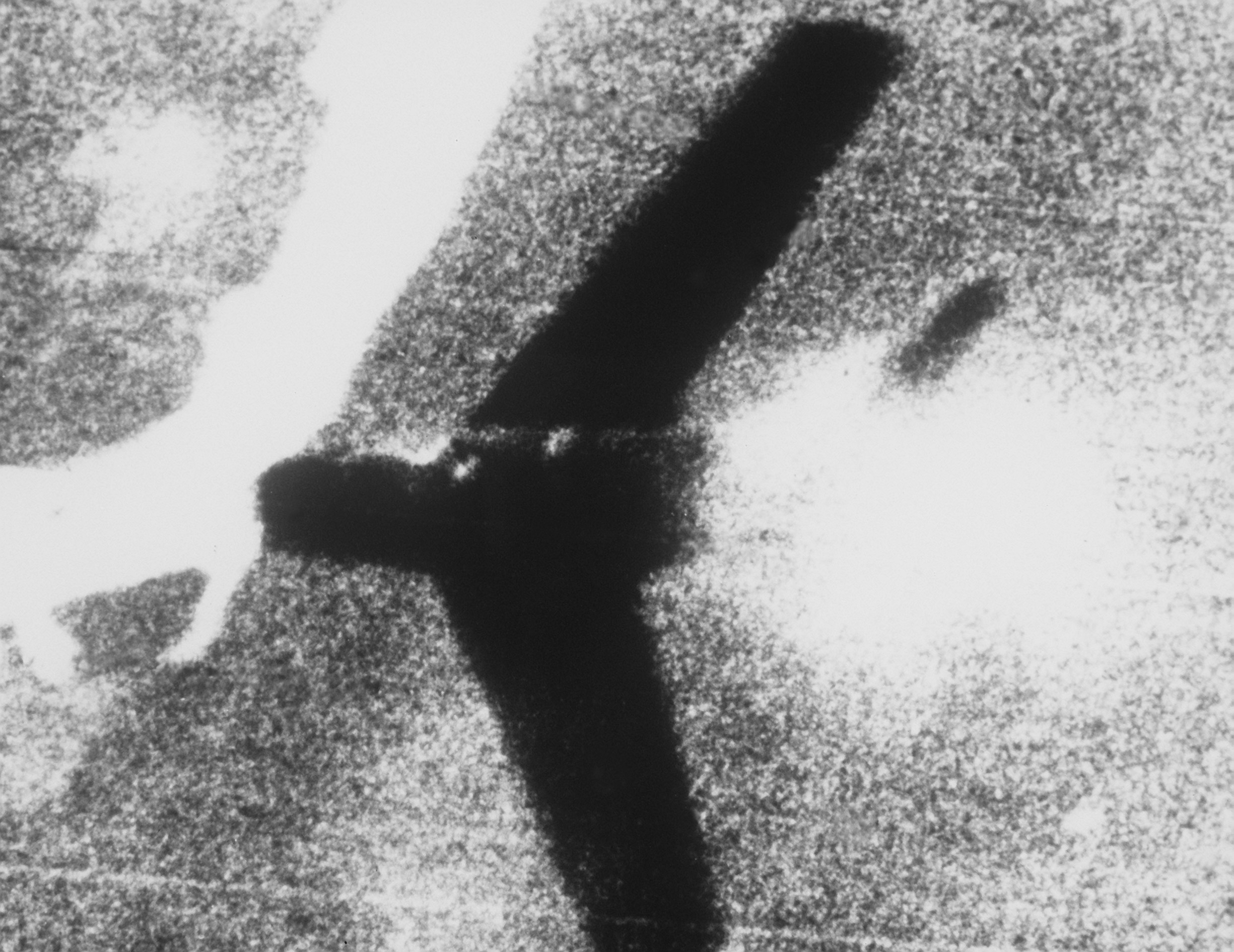
MiG-15 abatut per un F-86 sobre MiG Alley

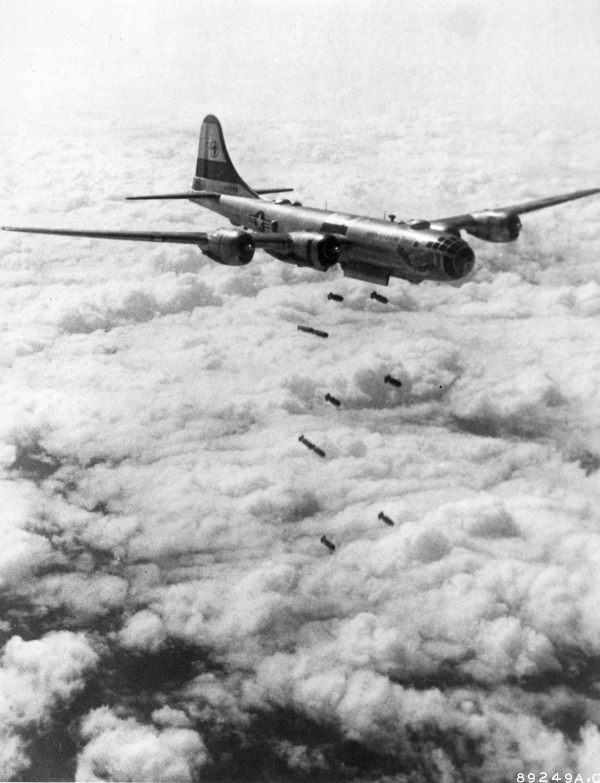
Durant la Guerra de Corea, almenys 16 B-29 Superfortress foren abatuts per aparells comunistes

El 25 de juny de 1950, s'inicià la guerra amb un atac de les tropes nord-coreanes que arribaren a ocupar la capital, Seül, i a controlar gran part del país amb la col·laboració parcial de la població. Els càlculs nord-americans van fallar i l'exèrcit del sud va quedar ridículament armat en comparació amb el nord-coreans. L'ONU exigí la retirada de les tropes nord-coreanes, i demanà que s'ajudés a Corea del Sud, només s'hi van oposar els estats comunistes i alguns d'Àfrica i Àsia, en una reunió d'urgència, va decidir enviar tropes per corregir la situació. Però les forces nord-coreanes estaven llançades, i les tropes de l'ONU van quedar acorralades al "Perímetre de Pusan".
El setembre de 1950 el general nord-americà Douglas MacArthur, designat per Harry Truman per liderar les tropes dels Estats Units, desembarcà a Corea del Sud i començà una contraofensiva que se saldà amb la mort de més de 150.000 civils a la província de Pyongyang i els nord-coreans van perdre el Perímetre de Pusan i van començar a recular. El 30 de setembre arribaren al Paral·lel 38° nord, i el 29 d'octubre eren a la frontera amb la Xina. Ja no es tractava de defensar els agredits coreans del sud, sinó d'aixafar els nord-coreans i proclamar la presidència de Rhee a tot el país.
A final de 1950 l'exèrcit xinès intervingué en la guerra i aviat ocupà Seül obligant les tropes de l'ONU a recular. A la primavera de 1951 el govern dels Estats Units va destituir a MacArthur i amb la limitació de la guerra a un front reduït, els contendents iniciaren converses que acabaren amb la Pau de Panmunjeom, l'armistici de 27 de juliol de 1953, el qual mantingué l'statu quo anterior i va consolidar la divisió de Corea.
Els Estats Units, molt preocupats per la possibilitat d'una Tercera Guerra Mundial, van aplicar el concepte de «guerra limitada» en què guanyar o perdre tenia només una importància relativa. Un any després de la guerra els fronts es van desestabilitzar i MacArthur va ser destituït després d'intentar bombardejar algunes zones de Corea del Nord (Operació Hudson). Es va inaugurar així una segona fase de guerra de posicions, mentre soviètics i nord-americans començaven les negociacions per a la pau. Tot i així, era complicat avançar en els acords de pau perquè en cada sessió els nous moviments militars enverinaven les converses. El 1952 Eisenhower es converteix en el nou president dels Estats Units i un any després mor Stalin i el règim soviètic es relaxa. Les dues situacions van confluir en un definitiu acord de pau, el 17 de juny de 1953, entre soviètics, nord-americans i nord-coreans (els sud-coreans de Rhee volien continuar la guerra i no hi van participar). Les víctimes de la guerra van ser: 900.000 xinesos, 520.000 coreans i 150.000 combatents de l'ONU, en la primera guerra on es van enfrontar directament tropes occidentals i comunistes.
La Guerra de Corea es recorda pel combat d'avions de reacció, però fou una de les últimes guerres en les quals participaren avions amb motor d'hèlix com el P-51 Mustang de P-51, F4U Corsair i els Hawker Sea Fury i Supermarine Seafire basats en portaavions. aeronaus amb turboreactor com F-80 Shooting Star, F-84 Thunderjets i F9F Panthers que dominaren els cels, aclaparant els Iàkovlev Iak-9s i Làvotxkin La-9s amb motor d'hèlix.
Des de 1950, els coreans del Nord pilotaven els avions de reacció Mikoian-Gurévitx MiG-15 soviètics que presentaven les velocitats prop de la velocitat del so. Encara que un secret de domini públic durant la guerra, eren pilotats per experimentats pilots de la Força Aèria Soviètica, un casus belli deliberadament passat per alt per les forces aliades de les Nacions Unides que considerava sospitós l'ús de russos però eren reticents de participar en la guerra oberta amb la Unió Soviètica i la República Popular de la Xina.
A l'inici de la guerra els caces de reacció de les Nacions Unides, que incloïen Gloster Meteors de la Royal Australian Air Force van tenir cert èxit, però de seguida foren superats a en llum de dia per la velocitat superior del MiG. De nit, tanmateix, els caces nocturns de F3D Skynight del Cos de Marines dels Estats Units d'Amèrica proveïts de radar abateren cinc MiG mata sense pèrdues pròpies. i cap B-29s sota la seva escorta fou abatut.
El desembre de 1950, la Força Aèria dels Estats Units d'Amèrica s'afanyaven en el seu propi caça, el F-86 Sabre. El MiG podria volar més alt, 50.000 contra 42.000 peus, oferint un avantatge clar al començament del combat. Les seves màximes velocitats eren comparables (uns 1,060 km/h). El MiG podria pujar millor, mentre el Sabre podia maniobrar millor. Quant a les armes, el MiG en portava dos canons de 12 mm i un canó de 37mm, comparable a les sis metralladores de calibre .50 del Sabre (12.7 mm). Les metralladores de calibre de .50 americanes, disparaven amb sistemes de guiat per radar més acurat. Els pilots dels EUA també tenien l'avantatge del vestit antigravetat.
Fins i tot després que la Força Aèria dels Estats Units d'Amèrica presentés el F-86 avançat, els seus pilots sovint lluitaven contra els jets dirigits per pilots soviètics, batejats "honchos". Les Nacions Unides gradualment guanyaren la superioritat aèria sobre la majoria de Corea que durà fins al final de la guerra, un factor decisiu que va ajudar a l'avanç cap al nord, i la resistència a la invasió xinesa de Corea del Sud.
Després de la guerra, l'USAF va reclamar haver abatut 792 MiG-15s i 108 aeronaus addicionals per Sabres i la pèrdua de 78 Sabres, una proporció per sobre de 10:1, tanmateix alguns altres estudis mostren una proporció de 2:1 contra els millors pilots russos. La recerca de postguerra ha pogut confirmar només 379 victòries, encara que l'USAF continua mantenint els seus crèdits oficials i el debat és possiblement irreconciliable. Els soviètics reclamaven aproximadament 1.100 victòries aèries i 335 MiG perduts en combat en aquell temps. Les pèrdues oficials de la Xina eren 231 avions abatuts en combat aeri (principalment MiG-15) i 168 altres pèrdues. El nombre de pèrdues de Corea del Nord Air Force no s'ha revelat i es calcula que foren 200 aeronaus en la primera etapa de la guerra, i 70 després de la intervenció xinesa.
Les reclamacions soviètiques de 650 victòries i les 211 Xineses sobre Sabres es consideren exagerades per l'USAF. Segons una recent publicació dels EUA, el nombre de F-86s presents alguna vegada a la península coreana durant la guerra només sumava 674 i les pèrdues de totals de F-86 per totes les causes foren uns 230.
La guerra de Corea fou la primera en la qual l'helicòpter es feia servir extensament en un conflicte mentre que helicòpters com el YR-4 s'usaren rarament en la Segona Guerra Mundial, i els Jeeps com el Willys MB eren el mètode principal d'evacuar un soldat ferit. Helicòpters com el Sikorsky H-19 foren usats per tasques no combatives.

## Desenvolupament de la Guerra
El triomf de la revolució comunista a la Xina l'1 d'octubre de 1949 va alterar completament l'equilibri geoestratègic d'Àsia Oriental. Stalin, que venia de sofrir seriosos revessos a Europa (fracàs del bloqueig de Berlín o el cisma iugoslau), va voler recuperar terreny a Àsia i va donar la seva aprovació a un atac nord-coreà a Corea del Sud. Així, el 25 de juny de 1950, les tropes de Kim Il-sung van travessar el paral·lel 38º i van avançar cap al sud, arrasant pràcticament a les forces sud-coreanes, que amb prou feines van poder replegar-se entorn de Pusan.
La reacció dels nord-americans, per a la sorpresa de Stalin, va ser immediata. Washington va demanar la convocatòria del Consell de Seguretat de l'ONU i va aconseguir un mandat per posar-se al capdavant d'un exèrcit que respongués a l'agressió nord-coreana. L'absència del delegat soviètic, que havia rebutjat assistir a les reunions del Consell com a protesta per la negativa nord-americana d'acceptar a la Xina Popular en ell, va propiciar aquesta resolució.
Tres dies abans, el 16 d'octubre, tropes xineses amb massiu suport militar soviètic van penetrar a Corea fent retrocedir a l'exèrcit nord-americà. El 4 de gener de 1951, les tropes comunistes van reconquerir Seül.
La Unió Soviètica per la seva banda va manifestar la seva intenció de no intervenir en el conflicte i el seu desig que coexistissin dos sistemes diferents a la península. L'"empat militar" va portar a l'obertura de negociacions que conclourien al juliol de 1953, poc després de la mort de Stalin, amb la signatura de l'Armistici a Panmunjong. En ell es va acordar una nova línia de demarcació que serpenteja entorn del paral·lel 38º, que se segueix mantenint.
Quant al cost de vides, va ser molt alt; s'estima que Corea del Sud i els seus aliats van tenir prop de 778.000 morts, ferits i mutilats, mentre que el bàndol de Corea del Nord va tenir entre 1.187.000 i 1.545.000, a més de 2,5 milions de civils morts o ferits, 5 milions es van quedar sense llar i més de 2 milions de refugiats. Això la fa una de les guerres més sagnants des de la Segona Guerra Mundial.

### Començament de la Guerra

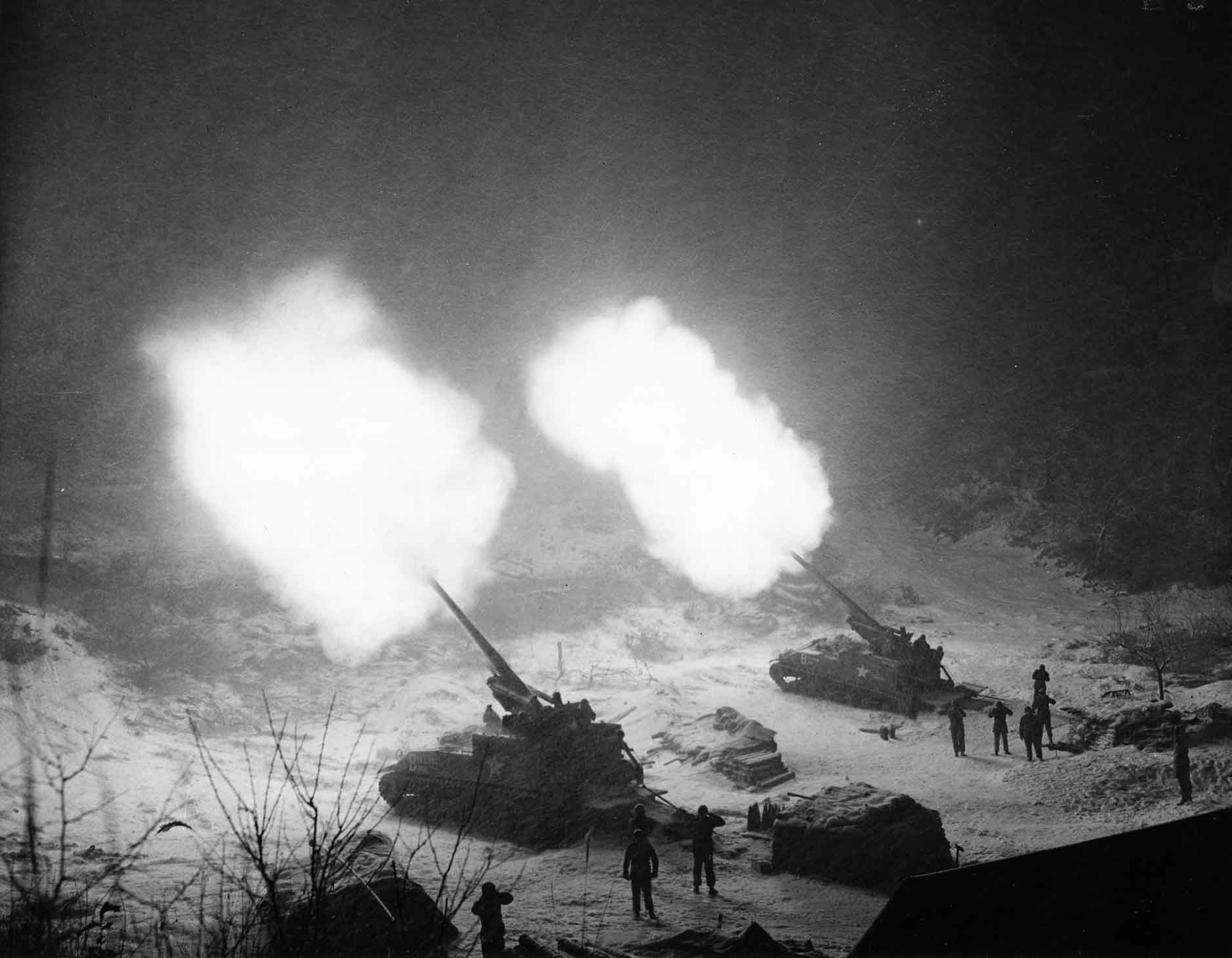
Un parell de M40 proveint de suport de foc la 25a divisió d'infanteria de l'exèrcit dels Estats Units, a Munema, el 26 de novembre de 1951.

Segons la historiografia comunista Corea del Sud va efectuar un primer atac. La versió més acceptada diu que el 25 de juny de 1950 les forces de Corea del Nord es van mobilitzar cap al sud en massa (100.000 homes). Usant l'equipament soviètic i amb enormes reserves, el seu atac sorpresa va ser un èxit aclaparador. En pocs dies les forces militars de Corea del Sud ja estaven en total retirada i, al costat del petit nombre de nord-americans a Corea, estaven transitant dins d'una petita àrea al voltant de la ciutat de Pusan. Amb l'ajuda de les provisions nord-americanes i l'ajuda aèria, les forces ROK van manejar i van estabilitzar aquesta frontera. Això va iniciar una acció desesperada d'aferrament anomenada el Perímetre Pusan. Encara que va arribar més ajuda de l'ONU la situació era perillosa, i semblava que el Nord podria guanyar el control de la península sencera.

### Reacció occidental
La invasió de Corea del Nord va agafar per sorpresa als Estats Units i a les altres potències occidentals; Dean Acheson, del Departament d'Estat, havia manifestat al Congrés el 20 de juny que la guerra no era probable. No obstant això, un informe de la CIA a principis de març havia previst una invasió al juny.
En audiència pública per la invasió, Harry S. Truman va estar d'acord amb els seus consellers a usar la força aèria nord-americana, unilateralment, contra les forces de Corea del Nord. També va ordenar a la Setena Flota protegir a Taiwan. Els Estats Units també mantenien forces substancials al Japó, la qual cosa va permetre marge per a una intervenció ràpida. Les accions estaven posades sota el comandament del General Douglas MacArthur, qui estava a càrrec de les forces nord-americanes en el Pacífic. Les altres potències occidentals van mostrar immediatament el seu acord amb les accions nord-americanes i van oferir la seva ajuda en el conflicte.
Els nord-americans van organitzar el Grup d'Operacions Especials Smith, i el 5 de juliol estava ocupant-se del primer xoc de la guerra Corea del Nord-Estats Units.
L'acció nord-americana es va dur a terme per diverses raons. Truman estava sota una forta pressió interna, ja que era considerat massa suau amb el comunisme. Especialment eloqüents van ser aquells que van acusar als demòcrates de comptar simplement amb la "derrota xinesa". La intervenció era també una forma excel·lent d'engegar la nova Doctrina Truman, la qual advocava per l'oposició al comunisme en qualsevol lloc al que aquest intentés expandir-se. Més tard, Truman rebria crítiques per no obtenir una declaració de guerra del Congrés abans d'enviar tropes a Corea. Per aquest fet el conflicte, el qual fou anomenat la "Guerra de Truman", havia violat, d'aquesta forma, l'esperit, si no la lletra, de la Constitució dels Estats Units.
Les potències occidentals van obtenir un mandat per acció de les Nacions Unides a causa que els soviètics van decidir no presentar-se en el Consell de Seguretat com a protesta davant el rebuig que la República Popular de la Xina entrés en el mateix, mentre la República de la Xina (Nacionalista) mantenia l'estatus polític de Taiwan. Sense el veto soviètic i únicament amb l'abstenció de Iugoslàvia, l'ONU va votar a favor d'ajudar a Corea del Sud. Estats Units hauria lluitat sense importar el resultat, i això es va evidenciar quan Douglas MacArthur més tard li va dir al Congrés, "Jo no vaig tenir res a veure amb la decisió de l'ONU". A les forces nord-americanes es van unir durant el conflicte tropes d'altres 15 països membres de l'ONU: Austràlia, Bèlgica, Canadà, Colòmbia, Filipines, França, Grècia, Països Baixos, Nova Zelanda, Luxemburg, el Regne Unit, Unió Sud-africana, Etiòpia, Turquia i Tailàndia.
Les forces dels Estats Units estaven sofrint en aquell moment problemes originats per la desmobilització que havia començat el 1945, després de la fi de la Segona Guerra Mundial.
Els xinesos nacionalistes, ara confinats a Taiwan, van sol·licitar participar en la guerra, però la seva petició va ser denegada pels nord-americans, els qui sospitaven que darrere d'aquest interès únicament s'ocultava la motivació de traslladar el conflicte a la Xina Comunista.

### Batalla d'Incheon
Per alleujar la pressió en el perímetre de Pusan, MacArthur, com a comandant en cap de les forces de l'ONU, va ordenar una invasió sobre les tropes nord-coreanes a Incheon. Aquesta va ser una operació extremadament arriscada, però també va ser tremendament reeixida. Les tropes de les Nacions Unides van aconseguir arribar fins a Incheon, enfrontant-se únicament amb una lleu resistència i començant a mobilitzar-se ràpidament per recuperar Seül. Els nord-coreans van haver de començar una ràpida retirada a les seves línies de proveïment cap al nord, i les forces de l'ONU i de la República de Corea, que havien estat confinades en el sud, van poder llavors moure's cap al nord i unir-se a les tropes que ja estaven a Incheon. Segons fonts nord-americanes prop de 135.000 soldats nord-coreans no van poder retirar-se i van ser capturats.
Les tropes de l'ONU van portar als nord-coreans de retorn a l'altre costat del paral·lel 38° nord. L'objectiu, que era el de salvar a Corea del Sud, havia estat complert, però l'èxit i la perspectiva d'una unió de tota Corea sota el comandament de Syngman Rhee van impulsar als nord-americans a continuar cap a Corea del Nord. Molts a Occident, incloent al General MacArthur, també tenien el pensament generalitzat que portar la guerra a la Xina era una bona idea. Truman i els altres líders no van estar d'acord, per la qual cosa, MacArthur tenia l'ordre de ser molt prudent quan s'apropés a la frontera de la Xina. No obstant això, MacArthur va fer cas omís d'aquestes ordres.

### Intervenció xinesa

Fases de la Guerra de Corea el 1950, 1951 i 1953. En vermell es mostra el territori ocupat pels comunistes, i en verd l'ocupat per Corea del Sud i els seus aliats.

La República Popular de la Xina havia advertit que reaccionaria si les forces de l'ONU sobrepassaven el límit de la frontera en el riu Amnok. Mao va buscar l'ajuda soviètica i va veure la intervenció com essencialment defensiva. "Si nosaltres permetem que els Estats Units ocupin tota Corea... hem d'estar preparats perquè els Estats Units declarin... la guerra a la Xina", això va ser el que li va dir a Stalin. Zhou Enlai va ser enviat a Moscou per agregar contundència als arguments de Mao, que havien estat enviats per cable. Mao va retardar les seves forces mentre esperava l'ajuda soviètica i, per tant, l'atac planejat va ser posposat del 13 d'octubre al 19 d'octubre. L'assistència soviètica es va limitar simplement a proveir suport aeri a 60 milles (96 km) del front de batalla. Els MiG-15 amb els colors de la RPC van ser una desagradable sorpresa per als pilots de l'ONU; van mantenir la superioritat aèria local contra els F-80 Shooting Star fins que van ser desplegats els nous F-86 Sabre. La intervenció dels soviètics va ser coneguda pels Estats Units, però van preferir guardar silenci per evitar qualsevol incident internacional i potencialment nuclear.
Un assalt xinès iniciat el 19 d'octubre de 1950, sota el comandament del General Peng Dehuai, amb 380.000 voluntaris de l'Exèrcit Popular d'Alliberament de la Xina, va repel·lir les tropes de l'ONU i les va portar fins al paral·lel 38° nord, la frontera prèvia al conflicte. La Batalla de l'embassament de Chosin a l'hivern va ser una terrible derrota per a les tropes de les Nacions Unides, compostes principalment per marines dels Estats Units. La situació va ser tal que MacArthur va sol·licitar l'ús d'armes atòmiques, la qual cosa va arribar a alarmar als aliats dels Estats Units.
L'assalt xinès va prendre a les tropes nord-americanes per sorpresa, ja que no havia estat declarada la guerra entre la RPC i els Estats Units. La retirada del X Cos de l'Exèrcit dels Estats Units va ser la més llarga retirada d'una unitat nord-americana en la història. Els Marines, en el costat est de la península, van fugir de manera més organitzada, degut principalment al seu millor entrenament i disciplina. El 4 de gener de 1951, les forces comunistes de la Xina i de Corea del Nord capturaren de nou Seül.
MacArthur va ser rellevat del comandament pel President Truman el 1951. Les raons d'aquesta decisió van ser moltes i ben documentades. Entre aquestes estava la reunió que va tenir MacArthur amb el President de la República de la Xina (Taiwan), Chiang Kai-shek, fent el paper de diplomàtic dels Estats Units. MacArthur també es va equivocar a Guam quan el President Truman li va preguntar específicament sobre el reforç de les tropes xineses estacionades a prop de la frontera amb Corea. A més, MacArthur va demandar obertament un atac nuclear sobre la Xina. També era rude i frívol quan parlava amb Truman. MacArthur va ser reemplaçat pel General Matthew Ridgway.

### Estancament

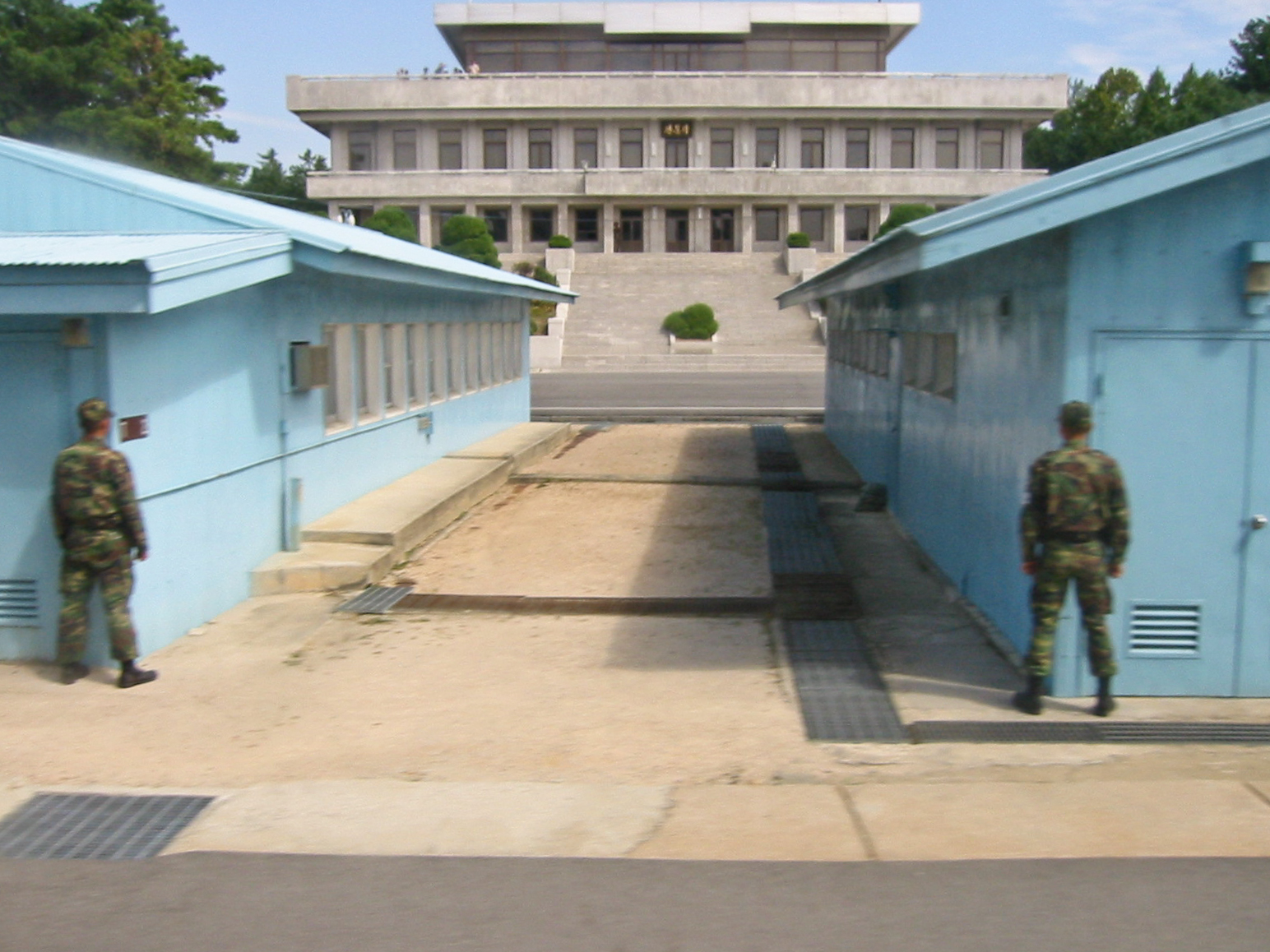
Panmunjeom, frontera entre el Sud i el Nord de Corea a la Zona Desmilitaritzada.

La resta de la guerra només va tenir petits canvis de territori i llargues negociacions de pau (les quals van començar a Kaesong el 10 de juliol del mateix any). Un alto el foc va establir una zona desmilitaritzada al voltant del paral·lel 38° nord, que encara avui dia és defensat per les tropes de Corea del Nord d'una banda i per les tropes de Corea del Sud i dels Estats Units per l'altre; no es va signar cap tractat de pau. El nou president nord-americà Dwight D. Eisenhower, elegit el 29 de novembre de 1952, va prometre en la seva campanya viatjar a Corea per veure què es podria fer per finalitzar el conflicte.